# Eggert Christopher Knuth (1722-1776)
 Der er flere personer med dette navn, se Eggert Christopher Knuth.
Eggert Christopher lensgreve (von) Knuth (20. oktober 1722 – 26. februar 1776 i København) var godsejer og stiftamtmand, bror til Christian Frederik og Conrad Ditlev Knuth.

## Karriere
Han var søn af lensgreve Adam Christopher Knuth, studerede 1739 i Göttingen og trådte efter at være hjemkommet fra sine udenlandsrejser i Hæren. Han blev 1742 kaptajn og kammerherre, ansattes 1743 ved Livgarden til Fods og blev 1749 generaladjudant hos kongen; men allerede 1751 tog han sin afsked fra militærtjenesten (som oberst). Han blev derefter assessor i Højesteret og udnævntes 1759 til gehejmeråd. 1764 blev han stiftamtmand over Sjællands Stift. 1754 blev han Ridder af Dannebrog, 1763 fik han ordenen l'union parfaite. Udnævnt 1766 til gehejmekonferensråd var han 1772 medlem af den over dronning Caroline Mathilde nedsatte domstol. 1774 blev han dekoreret med Elefantordenen. Knuth døde 26. februar 1776 i København. Som eksempel på en vidt drevet servilisme kan det anføres, at Knuth, da han modtog det hvide bånd, til motto valgte ordene: «Kongens Gunst den eneste Lykke».

## Ægteskaber
Han ægtede 1. gang 5. februar 1742 i Hunseby Kirke Marguerithe Maurice Francoise Isidore Isidore marquise Casado de Monteleone (8. april 1723 – 7. maj 1752), grev Gyldensteens datterdatter (1723-1752) med hvem han fik grevskabet Gyldensteen. Børn:
1. Christiane Sophie Frederikke komtesse Knuth (1743 i København – 1790 i Hamborg)
2. Charlotte Louise komtesse Knuth (1745-1812), gift med Carl rigsgreve von Görtz (1733-1797)
3. Johan Henrik greve Knuth (1746-1802)

2. gang ægtede han 20. oktober 1752 Marie Numsen (18. august 1734 – 4. maj 1765 i København). Børn:
1. Frederikke Juliane Marie komtesse Knuth (25. februar 1755 – 27. april 1804 i Holbæk), gift med Michael Herman baron Løvenskiold (1751-1807)
2. Frederik greve Knuth (1760-1818)

3. gang ægtede Knuth 9. september 1765 i Christiansborg Slotskirke Eleonore Louise Caroline komtesse Moltke (1725-1785), grev Adam Gottlob Moltkes broderdatter, dekanesse i Vallø Stift. Foruden grevskaberne Knuthenborg og Gyldensteen arvede han det for stamhuset Lerchenfeld substituerede fideikommis og købte herfor 1772 Mørup, der oprettedes til stamhus (solgtes 1803); 1760 erhvervede han Ravnstrup.
Han er begravet i Hunseby Kirke. Der findes portrætmalerier, bl.a. af Hans Arbien (Det Nationalhistoriske Museum på Frederiksborg Slot).